# Kamatamare Sanuki
Il Kamatamare Sanuki (カマタマーレ讃岐?, Kamatamāre Sanuki) è una società calcistica giapponese con sede nella città di Takamatsu. Milita nella J3 League, la terza divisione del campionato giapponese.
La prima parte del nome della squadra, Kamatamare, deriva dalla fusione del termine giapponese Kamatama (un tipo di ciotola per contenere l'udon, raffigurata all'interno dello stemma societario) con quello italiano mare; la seconda parte, invece, si riferisce all'antica provincia di Sanuki, la cui area ricadeva nell'odierna prefettura di Kagawa.

## Storia
Il club fu fondato nel 1956 col nome di Takasho OB (Old Boys) Soccer Club dagli ex studenti della Takamatsu Commercial High School. Nel 1991, assunse la denominazione di Kagawa Shiun Football Club, per poi cambiarla ancora nel 2000 in Sun Life Football Club a causa della sponsorizzazione dell'omonima azienda di credito, che durò sino al 2004. 
Nell'ottobre del 2005, dopo essersi temporaneamente chiamata Takamatsu Football Club, la società annunciò ufficialmente l'intenzione di ottenere lo status di membro della J. League, pertanto modificò nuovamente il proprio nome nell'attuale denominazione. 
Nel 2010, sotto la guida tecnica di Makoto Kitano, il club vinse contemporaneamente la Shikoku League, l'All Japan Senior Football Championship e l'All Japan Regional Football Promotion League Series: in virtù del trionfo in quest'ultima competizione ottenne la promozione in Japan Football League. Nel 2013, giungendo seconda in campionato, conquistò anche la storica promozione in J. League Division 2. Dopo cinque stagioni in seconda divisione, tuttavia, retrocesse nuovamente in J3 League per effetto della ventiduesima posizione in classifica.

## Rosa 2022
Rosa aggiornata al 3 settembre 2022
| N. |                     | Ruolo | Calciatore         |
| -- | ------------------- | ----- | ------------------ |
| 1  | Giappone (bandiera) | P     | Takuya Takahashi   |
| 2  | Giappone (bandiera) | D     | Takaharu Nishino   |
| 3  | Giappone (bandiera) | D     | Naoya Matsumoto    |
| 4  | Giappone (bandiera) | D     | Mizuki Uchida      |
| 5  | Giappone (bandiera) | D     | Takumi Komatsu     |
| 6  | Giappone (bandiera) | C     | Hayato Hasegawa    |
| 7  | Giappone (bandiera) | C     | Masataka Nishimoto |
| 8  | Giappone (bandiera) | C     | Yūga Watanabe      |
| 10 | Giappone (bandiera) | A     | Ikki Kawasaki      |
| 11 | Giappone (bandiera) | A     | Kōhei Matsumoto    |
| 13 | Giappone (bandiera) | A     | Kentarō Shigematsu |
| 14 | Giappone (bandiera) | C     | Wataru Sasaki      |
| 15 | Giappone (bandiera) | C     | Kazuki Iwamoto     |
| 16 | Giappone (bandiera) | P     | Kenta Watanabe     |
| 17 | Giappone (bandiera) | C     | Takuma Gotō        |
| 18 | Giappone (bandiera) | A     | Kakeru Aoto        |
| 19 | Kenya (bandiera)    | A     | Ismael Dunga       |

| N. |                     | Ruolo | Calciatore       |
| -- | ------------------- | ----- | ---------------- |
| 20 | Giappone (bandiera) | D     | Taiyō Shimokawa  |
| 21 | Giappone (bandiera) | D     | Kanta Usui       |
| 22 | Giappone (bandiera) | C     | Ryōto Kamiya     |
| 23 | Giappone (bandiera) | A     | Yūsuke Yoshii    |
| 24 | Giappone (bandiera) | P     | Yūsuke Imamura   |
| 25 | Giappone (bandiera) | A     | Eugene Fukui     |
| 26 | Giappone (bandiera) | A     | Shōya Koyama     |
| 27 | Giappone (bandiera) | C     | Taiyō Namazuta   |
| 28 | Giappone (bandiera) | A     | Shunta Nakamura  |
| 29 | Giappone (bandiera) | D     | Keisuke Tao      |
| 30 | Giappone (bandiera) | D     | Keitarō Iyori    |
| 31 | Giappone (bandiera) | D     | Tomoya Takeshita |
| 32 | Giappone (bandiera) | P     | Kaisei Matsubara |
| 33 | Giappone (bandiera) | D     | Gen'ichi Endō    |
| 34 | Giappone (bandiera) | C     | Gentarō Yoshida  |
| 50 | Giappone (bandiera) | D     | Yūshi Mizobuchi  |